# سرآب (مقاطعة غيلانغرب)
سرآب (بالفارسية: سرآب) هي قرية تقع في كرمانشاه في إيران. يقدر عدد سكانها بـ 1,224 نسمة .